# 두카티 멀티스트라다 1200
두카티 멀티스트라다 1200(영어: Ducati Multistrada 1200)은 두카티에서 2010년부터 생산 중인 모터사이클이다.
2010년, 2011년 및 2012년에 파이크스 피크 인터내셔널 힐 클라임의 1205 디비전에서 우승하였다. 2012년에 칼린 던이 탄 스파이더 그립스 두카티 팀 멀티스트라다는 9시간으로 모터사이클 최초로 10분 미만의 시간을 달성하였으며 52.819로 2011년 전체 기록보다 1초 조금 더 느리다.

## 엔진 모델
모터사이클에는 스포츠, 투어링, 도시 및 엔듀로의 네 가지 엔진 출력 모드가 있다. 라이더는 방향 지시등 취소 버튼을 사용하여 모터사이클이 진행 중인 상태에서 전원 모드를 변경할 수 있다. 스포츠 및 투어링 모드는 더 부드러운 스로틀 반응을 제공하는 투어링 모드와 함께 전체 150bhp를 제공한다. 어반 및 엔듀로는 마력을 100bhp로 줄이고 그에 따라 다양한 수준의 ABS 및 트랙션 컨트롤을 제공한다. 또한 라이더는 계기판 내부의 메뉴 항목을 사용하여 마력, 스로틀 응답, ABS 및 트랙션 제어 수준을 변경하여 이러한 모드를 사용자가 직접 설정할 수 있다.